# 이언 핸린
이언 핸린(영어: Ian Hanlin, 1986년 6월 28일 ~ )은 캐나다의 성우이다.